# Cardamine caldeirarum
Cardamine caldeirarum är en korsblommig växtart som beskrevs av Guthnick. Cardamine caldeirarum ingår i släktet bräsmor, och familjen korsblommiga växter. Inga underarter finns listade i Catalogue of Life.